# 12566 Derichardson
12566 Derichardson (1998 SH54) là một tiểu hành tinh nằm phía ngoài của vành đai chính.